# Korn Ferry
Korn Ferry International est un cabinet international de conseil en gestion des talents et des organisations, fondé en 1969 à Los Angeles, aux États-Unis. Korn Ferry accompagne les entreprises dans la définition de leur organisation : la structure, les rôles et les responsabilités, mais aussi la manière dont elles rémunèrent, développent et motivent leurs employés. Korn Ferry intervient également dans la sélection et le recrutement des talents dont les organisations ont besoin pour exécuter leur stratégie.

## Histoire

### Fondation (1969 - 1973)
Korn Ferry a été fondé le 14 novembre 1969 par Lester Korn et Richard Ferry, deux professionnels du recrutement. Les premières années, Korn Ferry ouvre 3 bureaux à New York, Houston et Chicago. 
En septembre 2015, Korn Ferry acquiert pour environ 452 millions de dollars Hay Group, une entreprise américaine présente dans le même secteur d'activité avec près de 3 100 salariés.

### Développement international (1973 - 1991)
Après l’acquisition en 1971 de GK Dickonson Ltd. afin de se développer en Europe, le cabinet poursuit son développement international avec l’acquisition d’entreprises étrangères de taille intermédiaire. En 1973, Korn Ferry s’implante en Asie avec sa filiale japonaise à Tokyo. 
En 1975, avec l’ouverture de sa filiale à Singapour, Korn Ferry inaugure son 41ème bureau et est présent dans 20 pays.

### Changement de leadership (1991-2001)
En mai 1991, Lester Korn se retire, laissant à Richard Ferry les postes de Chairman et CEO. 
Sous la direction de Richard Ferry, Korn Ferry se développe en Europe avec l’acquisition de l’entreprise suisse Carre Orban and Partners en 1993 puis de l’allemand Hofmann Herbold en 1999. 
Le développement de Korn Ferry International repose notamment sur des acquisitions d’entreprises : Amrop International (1999), et PA Consulting Group (2000), Westgate Group (2000), Pratzer & Partners Inc. (2000).
En 1998 le cabinet expérimente en Californie le recrutement en ligne via la plateforme Careerlink. Après une phase de test concluant, il décide d’étendre sa plateforme de recrutement sur internet, Futurestep, à l’échelle nationale en partenariat avec le Wall Street Journal. Au bout de 18 mois, Futurestep est un véritable succès avec plus de 500 000 profils de candidats enregistrés dans la plateforme. 
Le développement technologique de l’entreprise s’accompagne d’une introduction de Korn Ferry à la New York Stock Exchange, en 1999. 

### Acquisitions et diversification de l’expertise (2001-2015)
En 2006 Korn Ferry fait l’acquisition du cabinet Lominger International of Golden Valley, spécialisé dans le développement du leadership. 
En 2007, Gary Burnison est nommé CEO de Korn Ferry International avec la volonté de développer plus encore l’expertise du cabinet du recrutement vers la rétention et le développement des talents dans les entreprises. Korn Ferry acquiert alors LeaderSource (2007), Lore International Institute (2008), Witehead Mann (2009), Sensa (2010), PDI Ninth House (2013) et Pivot Leadership (2015). 

### Regroupement avec Hay Group (2015)
La vague d’acquisition entre 2007 et 2015 se clôture par le rapprochement entre Korn Ferry et Hay Group, entreprise de conseil en management présente dans 43 pays. Cette acquisition de Hay Group pour la somme de 452 millions $ en septembre 2015, fait de Korn Ferry le leader mondial de son secteur avec plus de 7 000 collaborateurs.  
L’acquisition de Hay Group permet à Korn Ferry de renforcer son expertise en matière de gestion et le développement des salariés. Fondée en 1943, Hay Group est une entreprise qui étudie les rémunérations. Elle a créé la méthode Hay de classification des postes, une méthodologie aujourd’hui significativement utilisée dans le monde occidental

## Principaux actionnaires
Au 7 juillet 2020.
| The Vanguard Group                  | 12,3% |
| Dimensional Fund Advisors           | 6,20% |
| Invesco Advisers                    | 3,69% |
| OppenheimerFunds                    | 3,40% |
| SSgA Funds Management               | 3,38% |
| BlackRock Fund Advisors             | 2,86% |
| William Blair Investment Management | 2,76% |
| Wells Capital Management            | 2,71% |
| Northern Trust Investments          | 2,59% |
| Henderson Global Investors          | 2,46% |

## Les différentes expertises
Suite de l’acquisition de Hay Group, Korn Ferry se réorganise autour de cinq expertises  : 
- Stratégie organisationnelle
- Assessment & Succession
- Recrutement de talents
- Développement du leadership
- Rémunérations & Avantages

## Korn Ferry en France
Korn Ferry International s’implante en France dès 1974. Dirigé depuis avril 2016 par Pascal Gibert, le cabinet emploie plus de 220 collaborateurs et accompagne la transformation stratégique et culturelle de fleurons français dans tous les secteurs d’activité. Korn Ferry France travaille au quotidien avec des grandes entreprises du CAC40 et du SBF 120. Il intervient également aux côtés de start-up et d’ETI. 
En France, l’entreprise se situe sur les Champs-Elysées à Paris, à Levallois-Perret et à Lyon. Actuellement, elle emploie près de 220 personnes dans l’hexagone. 
|                                        | 2016 | 2017 | 2018 |
| -------------------------------------- | ---- | ---- | ---- |
| Chiffre d'affaires en millions d'euros | 18   | 17   | 31   |
| Résultat net en millions d'euros       | 2,3  | 2,9  | 1,1  |
| Effectif moyen annuel                  | 47   | 55   | 60   |

Le 24 août 2019 la société Korn Ferry International est absorbée par la société Korn Ferry Hay Group SA et dissoute.

## Les études publiées par Korn Ferry
Korn Ferry publie régulièrement des études sur l'état du marché du travail. Le cabinet de conseil est notamment à l'origine de : 
- The Global Talent Crunch : Une étude mondiale sur la pénurie des talents et la hausse des salaires qu’elle risque d’entrainer dans presque tous les pays. Selon Korn Ferry, la France pourrait manquer de 1,5 million de salariés ayant les compétences adaptées aux besoins des entreprises d’ici 2030[11],[12].
- Women CEOs speak : Une étude réalisée en partenariat avec la Fondation Rockefeller sur les femmes PDG aux Etats-Unis[13].

## Publication
Depuis 2010, le Korn Ferry Institute publie Korn Ferry Briefings, un magazine trimestriel traitant de l’actualité autour de questions digitales, d’assessment, de leadership, d’engagement, de gouvernance et de recrutement. 